# Oulad Boubker
Oulad Boubker (franska: Oulad Boubker (CR), Oulad Boubker (Commune Rurale), arabiska: الدريوش) är en kommun i Marocko.   Den ligger i provinsen Driouch och regionen Oriental, 300 km öster om huvudstaden Rabat. Antalet invånare är 5 765.